# Вождовац (футбольний клуб)
Футбольний клуб Вождовац або просто ФК «Вождовац» (серб. Фудбалски клуб Вождовац) — професійний сербський футбольний клуб із міста Белград.

## Досягнення
- Чемпіонат Республіки Сербія
  -  Чемпіон (1): 1963/64

- Сербська ліга Белграда
  -  Чемпіон (2): 2003/04, 2011/12

## Відомі гравці
В списку нижче наведені гравці, які мають досвід виступів за національні збірні:
- Душан Анджелкович
- Стефан Бабович
- Нікола Белїч
- Душан Джокич
- Мілош Колакович
- Слободан Маркович
- Мілош Михайлов
- Александар Пантич
- Деян Радженович
- Александар Живкович
- Маріо Божич
- Нермін Хаскич
- Душан Керкез
- Неманья Супич
- Томе Китановський
- Дарко Божович
- Джордже Четкович
- Младен Кашчелан
- Адам Марушич
- Марко Девич

## Відомі тренери
- Данило Стоянович (1912) [3]
- Младжа Митровичс
- Душан Єврич (2006–07)
- Мирослав Вукашинович (26 лютого 2007–07)
- Чедомир Джоінчевич (2007–08)
- Драги Каличанин (2008–09)
- Михайло Іванович (1 липня 2012 – 31 березня 2013)
- Александар Яньїч (1 квітня 2013 – 30 червня 2013)
- Ненад Лалатович (1 липня 2013 – 16 січня 2014)
- Зоран Мілінкович (18 січня 2014–)